# 上布爾格斯塔爾山

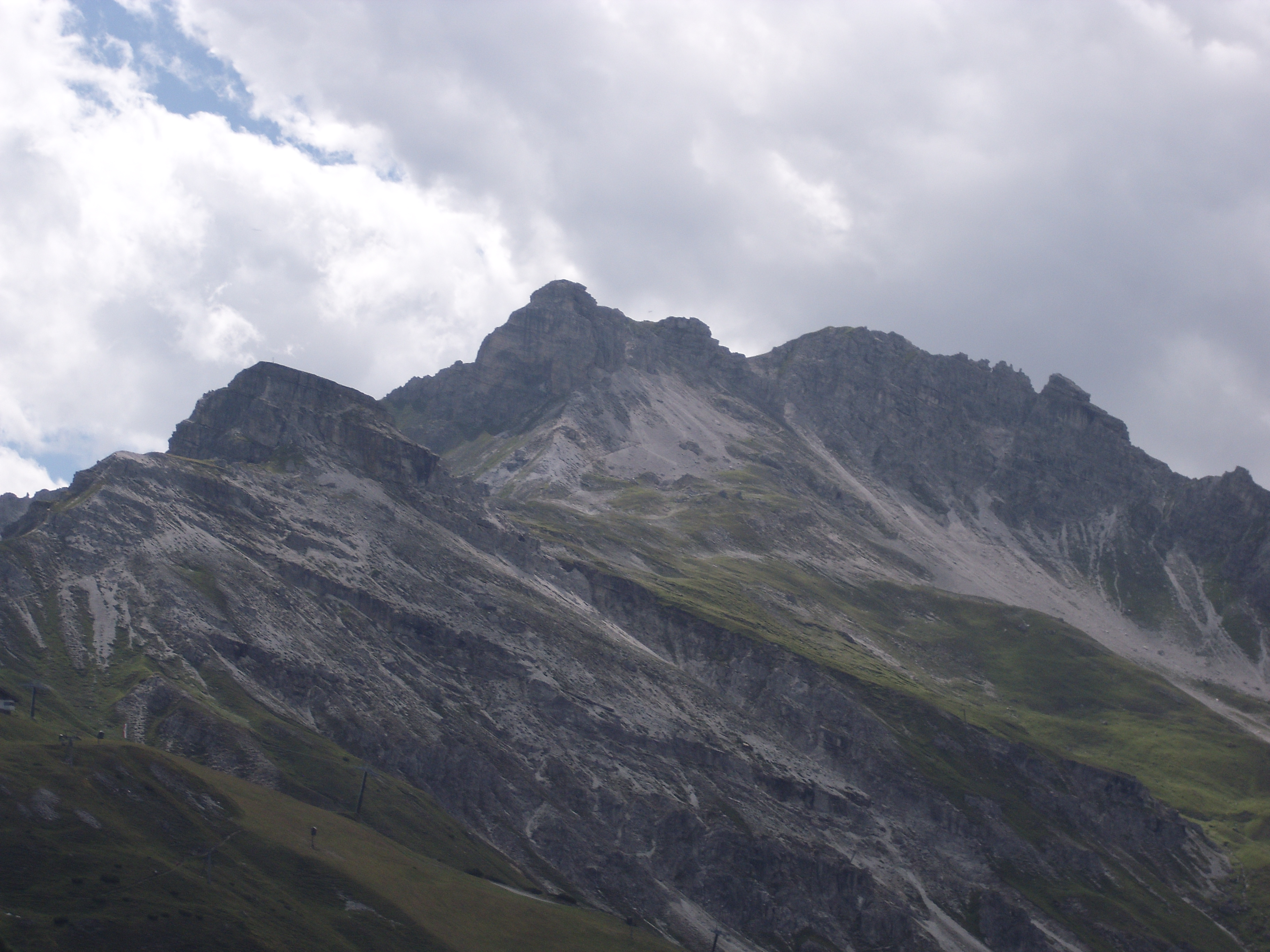

47°07′59″N 11°16′47″E / 47.13306°N 11.27972°E
上布爾格斯塔爾山（德語：Hoher Burgstall），是奥地利的山峰，位於該國西部，由蒂羅爾州負責管轄，屬於斯圖拜阿爾卑斯山脈的一部分，海拔高度2,611米，每年平均降雨量1,666毫米。